# Parc de La Grange
Parc de La Grange es un parque urbano situado en Ginebra, Suiza.
Está situado al sur del lago Lemán, en el muelle Gustave-Ador de Ginebra. Tiene una superficie de 200.000 m² y alberga árboles muy antiguos y altos, la mayor rosaleda de Ginebra, invernaderos, un jardín alpino y una villa del siglo XVIII. También hay dos teatros, un parque infantil y una piscina para niños.

## Historia
El parque ha sido sometido a varias excavaciones arqueológicas. Estas han revelado rastros de ocupación humana que datan de alrededor de 4500 a. C., así como un edificio de la Edad de Bronce (I milenio a. C.) y un palacio galo-romano del siglo I que ocupaba el actual emplazamiento del parque. Actualmente se pueden ver dos menhires en posición acostada.
La finca fue creada alrededor del año 1660 por Jacques Franconis. Entre 1768 y 1773, tres de los hijos del banquero Marc Lullin, que compró la finca en 1706, construyeron una mansión de estilo francés con dependencias. En 1800, François Favre, armador ginebrino que había hecho fortuna en Marsella con el comercio con Oriente, adquirió la finca de La Grange al banquero Jean Lullin, arruinado por la Revolución. El parque, de propiedad privada hasta 1918, fue legado a la ciudad de Ginebra por William Favre en ese año. Entre 1945 y 1946, la ciudad creó en el parque la mayor rosaleda pública del cantón de Ginebra. En 1947, la Sociedad de Horticultura de Ginebra creó un concurso internacional de rosas nuevas en una nueva rosaleda instalada en la parte superior del parque.
El escultor Frédéric Guillaume Dufaux creó los dos leones que adornan la puerta principal del parque.

## Evolución del jardín
En la época romana, se construyeron terrazas entre el edificio principal, río arriba, y la orilla del lago. Una valla delimitaba un área de 450 m por 200 m entre una calzada romana y la línea de costa, protegiendo la villa, sus dependencias y sus cuencas.
En 1706 se vendió una finca llamada "La Grange à M. Franconis". Incluía edificios y tierras cultivadas: "...prez y campos, un trozo de tierra con cabañas, viña arriba, jardín y huerto de árboles enanos abajo...".
Un plano de 1789 muestra una casa rodeada de prados, parcelas de árboles alineados en ángulo recto, callejones y parterres geométricos, al estilo francés. En el plano de 1848 los parterres son sustituidos por caminos y plantaciones en líneas curvas o dispersas, al estilo inglés. El plano de 1872-73 ya no contiene ninguna plantación en ángulo recto, sino un camino en línea recta. El desarrollo de la botánica ginebrina favoreció la propagación de especies exóticas y la plantación de nuevas especies de árboles.
El último propietario privado, William Favre, llevó a cabo numerosas obras: movimientos de tierra, nuevas plantaciones de árboles para asegurar la renovación, un pequeño lago alimentado por un manantial cercano y un jardín alpino inspirado en el sitio de Faverges. Sin embargo, la idea de demoler las dependencias para ampliar la perspectiva no se llevó a cabo.
Entre 1945 y 1947, los soldados desmovilizados fueron contratados para construir las instalaciones al pie de la pérgola, que data del siglo XIX. Así, una rosaleda está bien expuesta al sol y protegida del viento. Hasta 2015, acogerá el Concurso Internacional de Rosas Nuevas de Ginebra, durante el cual los rosaristas presentarán sus nuevas variedades.

## Villa La Grange y alrededores

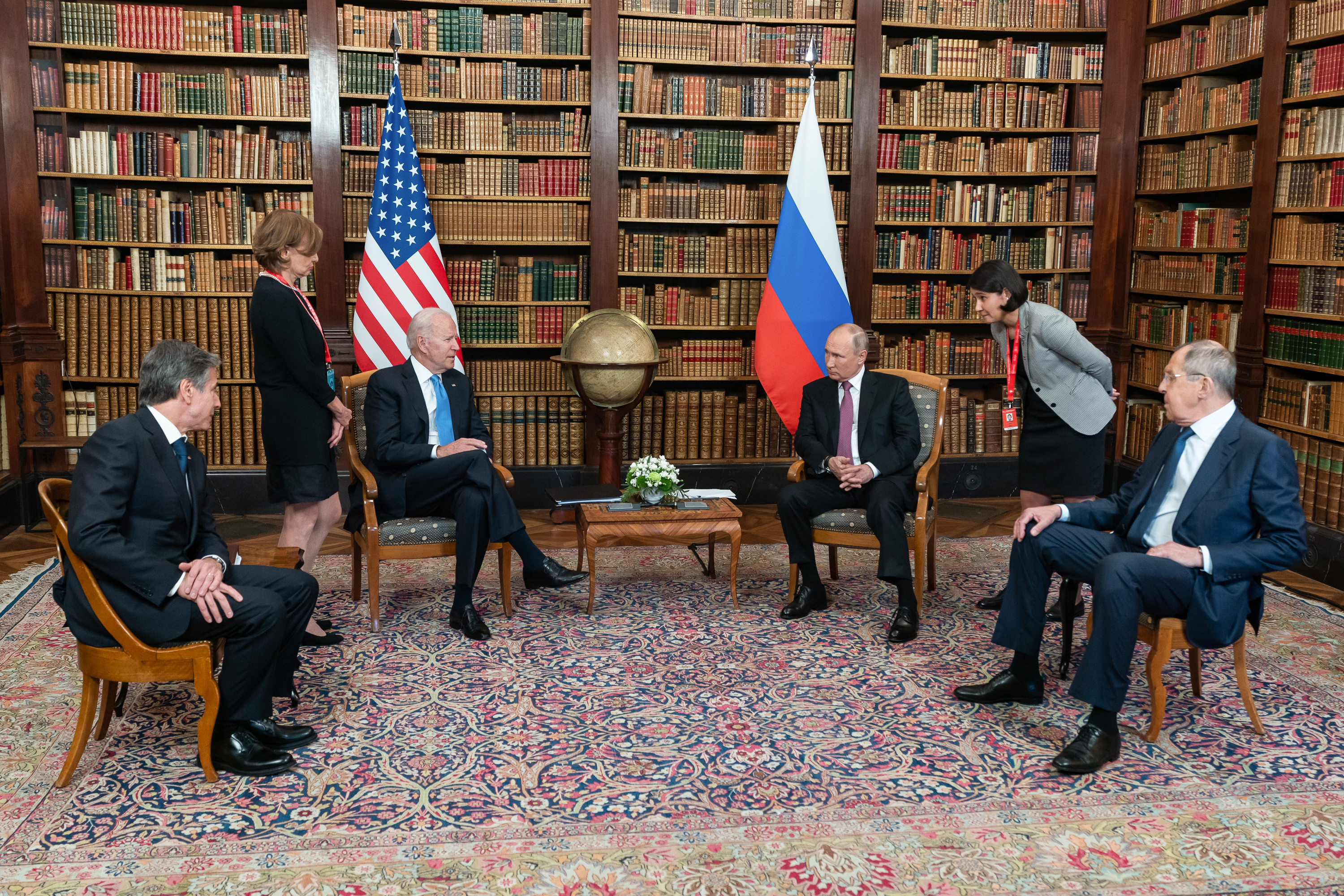
Encuentro entre Joe Biden y Vladímir Putin en la biblioteca de la villa (16 de junio de 2021).

### La villa
La gran mansión del siglo XVIII situada en el parque se llama "Villa La Grange". La ciudad de Ginebra organiza visitas guiadas al interior de la casa para que el público pueda admirar la biblioteca, los dormitorios y las salas de recepción. Las visitas tienen lugar una vez al año y es obligatorio inscribirse para participar, ya que el número de plazas es limitado.
El 16 de junio de 2021, Joe Biden y Vladímir Putin se reúnen en la biblioteca de la villa.

### L'arboretum

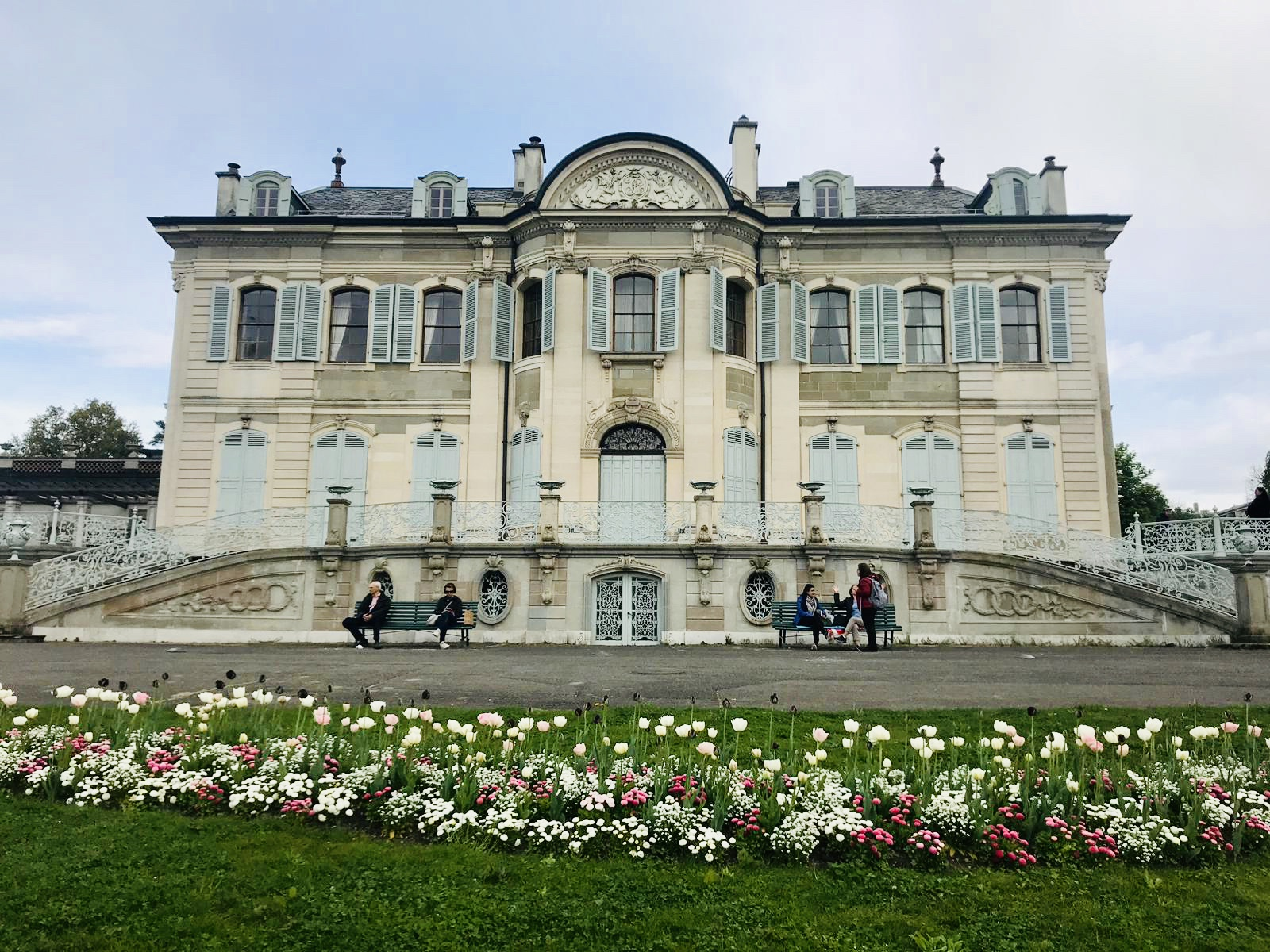
Villa La Grange

El parque de La Grange contiene muchas especies diferentes de árboles, y es posible aprender más sobre estas especies acercándose a sus respectivos troncos y leyendo lo que dice el pequeño cartel rojo que hay en ellos.

### La roseraie
A partir de 2020, la pérgola se está restaurando. Como el suelo de la rosaleda se ha agotado por el cultivo convencional con tratamientos químicos, se está llevando a cabo una reconversión ecológica para mantener las rosas con métodos 100% naturales. Otras plantas acompañarán a las variedades antiguas y resistentes de rosas, con el fin de prolongar el periodo de floración. La reapertura, prevista para el verano de 2021, se hará efectiva en otoño. Se han plantado 200 variedades de rosales, sólo la pérgola del siglo XIX sigue protegida por barandillas debido a las obras.